# Groom (web-série)
Pour les articles homonymes, voir Groom.
Groom est une web-série française de deux saisons de dix épisodes produite par Studio Bagel et diffusée sur YouTube.
Elle est tournée au Grand Hotel de Cabourg.

## Synopsis
William est le fils unique d'un richissime magnat de l'hôtellerie. Après une soirée d'anniversaire trop arrosée au Grand Hôtel, que son père avait privatisé pour lui, il blesse accidentellement le groom de l'établissement. Afin de lui donner une leçon, son père menace alors de le déshériter et le force à remplacer le groom blessé. William, qui a grandi avec une cuillère en argent dans la bouche, va devoir travailler pour la première fois de sa vie et se faire accepter par le personnel de l'hôtel.

## Distribution
- Jérôme Niel : William Mazières
- Adrien Ménielle : Martin
- Marie Lanchas : Delphine
- Nassim Si Ahmed : Selim
- Vincent Tirel : Thomas
- Constance Labbé : Clémence
- Oumar Diaw : Serge
- Myra Bitout : Soraya
- Julie Ferrier : Sylvie
- Julien Pestel : Lionel
- Ludovik : L'Ancien pote de William
- Kyan Khojandi : Daniel
- Rufus : Hubert, le chauffeur
- Nicolas Marié : Mr Mazières père
- Christophe Favre : Directeur de l'orphelinat
- Tony Le Bacq : Livreur menaçant (Saison 2 / Épisode 1)
- Vincent Leprêtre : Magifranck (Saison 2)